# Edgar Stepanyan
Edgar Stepanyan, né le 1er janvier 1997, est un coureur cycliste arménien. Il participe à des compétitions sur route et sur piste.

## Biographie
En 2014, Edgar Stepanyan se révèle en récoltant une médaille de bronze aux championnats du monde sur piste juniors, dans la course aux points. En 2015, il s'illustre en devenant champion d'Europe du scratch juniors, une victoire historique pour l'Arménie qui décroche son premier titre européen en cyclisme, toutes catégories d'âge et toutes disciplines confondues. Quatre jours plus tard, il est médaillé d'argent de la course aux points aux championnats du monde sur piste juniors, disputés à Astana.
En 2017, il prend la huitième place de la course en ligne des Jeux de la Francophonie. Lors de la Coupe du monde sur piste 2017-2018, il termine deuxième du scratch à Pruszków. En 2018, il part à Los Angeles et rejoint l'équipe américaine Velo Pasadena Race, créée et dirigée par un compatriote, l'ancien coureur Hrach Gevrikyan. La même année, il devient champion d'Europe de course aux points espoirs.
Fin mai 2019, il se casse le bras lors du Grand Prix de Moscou sur piste. Quelques semaines plus tard, il participe aux Jeux européens à Minsk. Lors de la course sur route, il est finalement forfait sur les conseils des médecins et dans la course scratch sur la piste, il se classe 16e.

## Palmarès sur piste

### Championnats du monde juniors
- Séoul 2014
  -  Médaillé de bronze de la course aux points
- Astana 2015
  -  Médaillé d'argent de la course aux points

### Coupe du monde
- 2017-2018
  - 2e du scratch à Pruszków

### Championnats d'Europe
| Édition / Épreuve      | Course aux points | Scratch |
| Athènes 2015 (juniors) |                   | Or      |
| Aigle 2018 (espoirs)   | Or                |         |